# Chuignolles
Chuignolles település Franciaországban, Somme megyében. Lakosainak száma 147 fő (2022. január 1.). Chuignolles Cappy, Chuignes, Framerville-Rainecourt, La Neuville-lès-Bray és Proyart községekkel határos.

## Népesség
A település népességének változása:
| Lakosok száma | 157  | 155  | 152  | 153  | 150  | 148  | 148  | 147  |
|               | 2013 | 2015 | 2017 | 2018 | 2019 | 2020 | 2021 | 2022 |